# Joseph Schmid (Bildhauer)

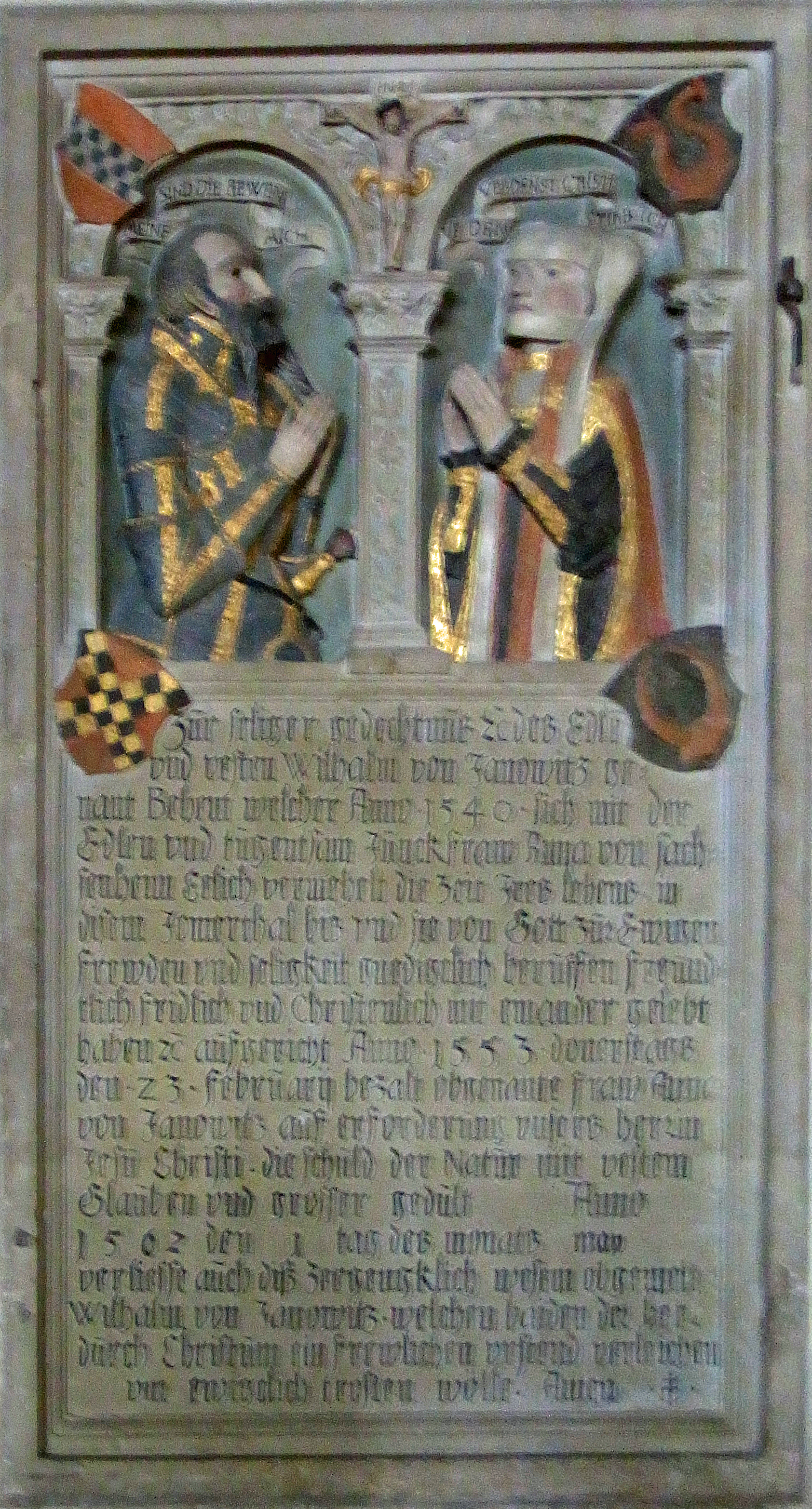
Von Joseph Schmid 1553 erstelltes Epitaph in der Stiftskirche von Tübingen, das den Baumeister Wilhelm von Janowitz (* 1489; † 1562) und seine Gattin Anna von Sachsenheim († 23. Februar 1553) zeigt

Joseph Schmid (* 1500; † 1555) aus Urach war ein deutscher Bildhauer im 16. Jahrhundert.

## Epitaphe
Joseph Schmid gelang es in zahlreichen Fällen, Bestellungen für Grabmäler schon zu Lebzeiten des Dargestellten zu bekommen, zumindest für gemeinsame Grabmäler, wenn einer der beiden Ehegatten bereits gestorben war. Unter den elf nachgewiesenen Grabdenkmälern des Bildhauers waren immerhin drei, die zehn Jahre vor dem Ableben des Dargestellten aufgerichtet wurden.

### Epitaphe in Tübingen
Schmid gestaltete ein Epitaph in der Stiftskirche in Tübingen, das den Witwer Wilhelm von Janowitz (* 1489; † 1562), auch Böhmer genannt, und seine Frau Anna von Sachsenheim († 23. Februar 1553) zeigt.
Ein seiner Werkstatt zugeschriebenes Grabmal von Johann Conrad von Wernau, das in der Stiftskirche Tübingen erhalten ist, zeigt den Verstorbenen in einer uneindeutigen Stehend-Liegend-Darstellung. Er steht als Symbol der Stärke oder als Hinweis auf das ewige Leben auf einem Löwen, aber das Kissen unter seinem Kopf erweckt den Eindruck des Liegens.

### Epitaph in Herrnsheim
Das Doppelgrabmal für Wolfgang V. Kämmerer von Worms († 1549) und seine Frau, Elisabeth, geborene Vetzer von Geisspitzheim († 1534), gestaltete er in der Kirche St. Peter in Herrnsheim (heute: Worms).

### Epitaph in Stöckenburg
St. Martin in Stöckenburg beherbergt von Joseph Schmid ein Epitaph für Wolf von Vellberg und Anna von Buttlar. Wolf von Vellberg war der Erbauer des Vellberger Schlosses, Anna war seine zweite Ehefrau. Das Epitaph im Renaissance-Stil mit sehr feiner und detailreicher Ausschmückung ist auf 1553 datiert.

### Epitaphe in Remseck am Neckar
Des Weiteren werden der Werkstatt von Joseph Schmid auch mehrere um 1550 entstandene Grabdenkmäler in Remseck am Neckar zugeschrieben, darunter das des württembergischen Marschalls Wolf Philipp von Hirnheim († 1546) in der Aldinger Margaretenkirche, die als Grablege der Familie seiner Frau diente. Das Denkmal besteht aus drei zusammengesetzten Teilstücken und folgt dem Schema einer spätgotischen Grabplatte mit Umschrift an vier Seiten und der auf einem Löwen stehenden Figur des Ritters im Feld. Das Feld umgeben von vier Wappen in den Ecken. Ebenso in der Margaretenkirche findet sich auch das Grabdenkmal besagter Ehefrau, der Agatha von Hirnheim geborene von Kaltental († 1553), die in ihrer zweiten Ehe mit Wolf Philipp von Hirnheim verheiratet war. Zum Zeitpunkt von Agathas Tod, war die Margaretenkirche sowie Agathas Familie noch katholisch, ihr Ehemann als württembergischer Marschall aber evangelisch, so finden sich an Agathas Grabdenkmal Symbole beider Konfessionen. Die Denkmäler für sich und ihren Mann gab Agatha vermutlich noch zu Lebzeiten und vor ihrer dritten Hochzeit mit Hans Dietrich Nothaft von Hohenberg in Auftrag.
Agatha von Hirnheim vermittelte Joseph Schmid wahrscheinlich auch für die im gleichen Stil gefertigten Grabdenkmäler ihrer Schwiegereltern aus eben jener dritten Ehe. Die Grabdenkmäler von Wolf Nothaft († 1553) und Margarethe geborene von Nippenburg († 1540) wurden im heutigen Remsecker Stadtteil Hochberg (damals: Hohenberg) in der dortigen Kirche errichtet. Als in den 1850er Jahren eine neue Kirche in Hochberg erbaut wurde, wurden die Grabdenkmäler restauriert und in der neuen Kirche erneut aufgestellt.
Sowohl in Aldingen als auch in Hochberg fertigten die Familien von Kaltental und Nothaft später für weitere Familienmitglieder Grabdenkmäler nach dem Vorbild der Arbeiten von Joseph Schmid, jedoch in geringerer Qualität.

### Epitaph in Bad  Urach

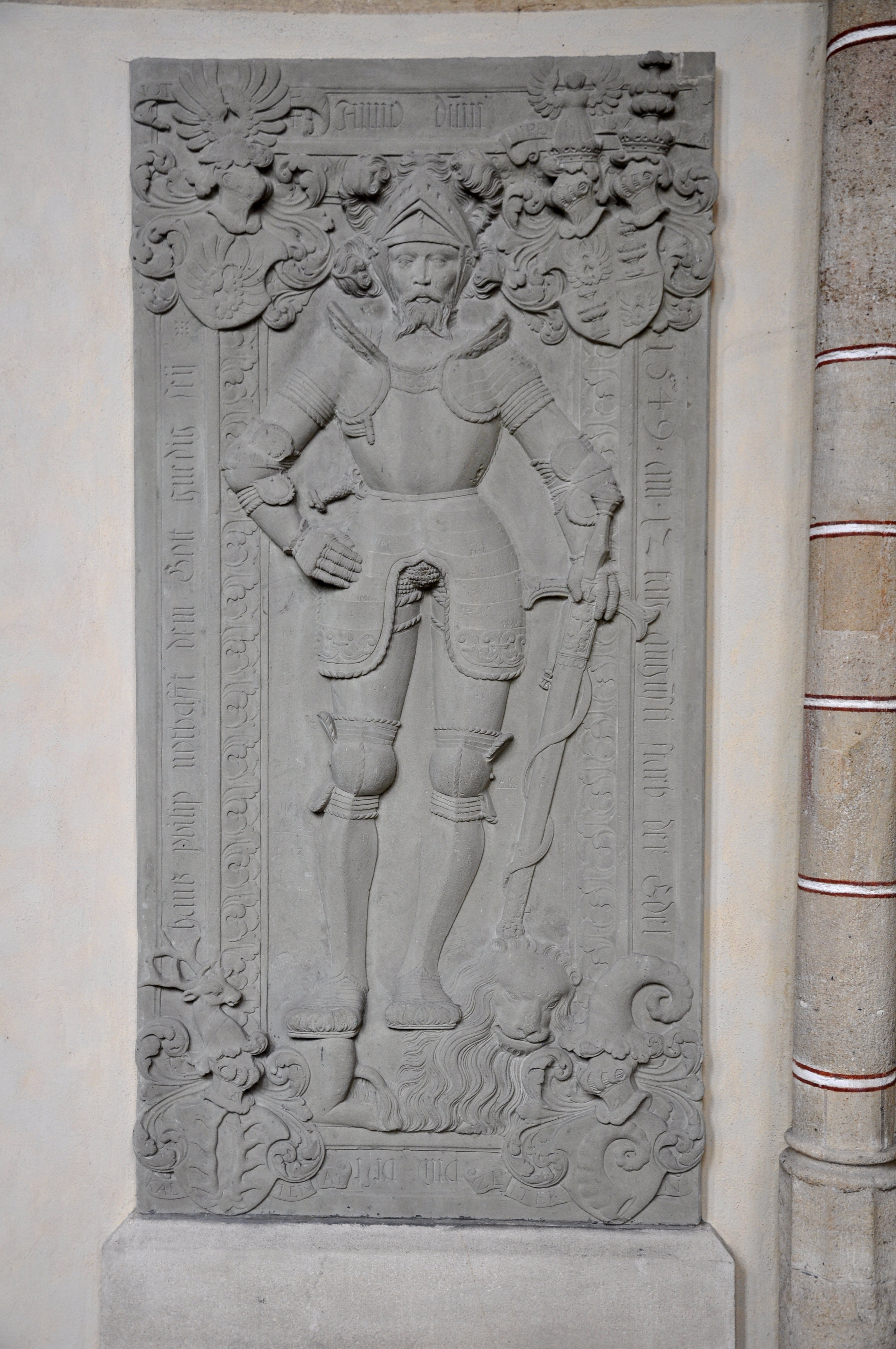
Grabdenkmal des Hans Philipp Nothaft von Hohenberg († 12. August 1549) in der Stiftskirche St. Amandus (Bad Urach), dem Bildhauer Joseph Schmid zugeschrieben

In der St. Amandus-Kirche in Bad Urach befindet sich das ebenfalls Joseph Schmid zugeschriebene Grabdenkmal des 1549 verstorbenen Hans Phillip Nothaft, einem Sohn des Wolf Nothaft von Hohenberg und Schwager der Agatha von Hirnheim.

### Epitaph in Markgröningen
In der Markgröninger Stadtkirche St. Bartholomäus befindet sich das Epitaph des Bürgermeisters Burkhard Wimpelin († 1553). Bei diesem Werk von Joseph Schmid handelt es sich um eine hochrechteckige Platte aus graugelbem Sandstein mit dunklen Verfärbungen. Sie besitzt eine Umschrift zwischen zwei schmalen Rahmenleisten. Im oberen Feld befindet sich eine Kartusche mit einer Inschrift, darunter die kniende Figur des Verstorbenen, vor ihm sind Wappen mit Helm und Helmzier.

## Bildnistafel auf Burg Hochberg
Schmid erstellte auch über dem inneren Burgtor der badischen Burg Hochberg eine lebensgroße Bildnistafel von Markgraf Karl II., von der heute nur noch die stümperhafte Kopie eines Freiburger Barockbildhauers nach dem »völlig ruinierten Bildnus« erhalten ist. Nach einer verlässlichen Abschrift aus dem Jahre 1730 von dem damals noch vorhandenen Original stand auf ihr folgende Inschrift: »Me primus Carolo imperante magno Hacho unde nomen mihi anno domini DCCCVIII erexit ornatiorem Carolus quondam Badae marchio regnante Friderico tertio fecit. Iam vero ob aedacem ac ruinosam vetustatem Carolus magni animi princeps Badae et Hachbergae marchio, cuius effigiem hic cernis, tum reinstaurari tum versus hostiles impetus in sui suorumque munimen et refugium prompto subjectorum auxilio praemuniri curavit gubernante Carolo V imp: aug. Ao dni MDLIIII.«